# The Colour and the Shape
The Colour and the Shape é o segundo álbum de estúdio da banda de rock norte-americana Foo Fighters, na verdade o primeiro disco gravado como uma banda, visto que o primeiro disco, chamado "Foo Fighters" foi gravado inteiramente por Dave Grohl. 
Lançado em 1997, é também o mais vendido da banda até hoje nos EUA, com mais de dois milhões de cópias vendidas. 
Nas gravações deste álbum, Dave Grohl não ficou muito satisfeito com a bateria e, às escondidas do então baterista William Goldsmith, aos poucos foi regravando algumas faixas, até os outros integrantes se darem conta que estavam regravando o disco inteiro. Não aguentando o ritmo de Grohl e das turnês, e também se sentindo sem "alma" de baterista na ocasião, William Goldsmith deixa a banda. Após o lançamento do disco, o ex-baterista de Alanis Morissette, Taylor Hawkins, assumiu as baquetas na realização da turnê, se firmou no posto e seguiu com a banda até sua morte, em março de 2022.
Em 2007, foi anunciado o lançamento no dia 10 de julho de uma edição especial do disco comemorando dez anos de seu lançamento, com a inclusão de faixas-bônus.

## Antecedentes
O álbum foi a estreia do Foo Fighters como uma banda completa. No primeiro álbum com o nome de Foo Fighters, o vocalista Dave Grohl tocou e gravou todos os instrumentos sozinho, com exceção de uma parte da guitarra tocada por Greg Dulli. A formação original da banda reuniu-se para sua exaustiva agenda de turnês ao longo de 1995 e 1996, durante a qual a banda se tornou uma sensação internacional com a força dos singles "This Is a Call", "I'll Stick Around" e "Big Me". Embora a imprensa musical geralmente especulasse que o segundo álbum da banda apresentaria rock de garagem inspirado no grunge, a intenção da banda era fazer um disco de rock mais direto. O acordo que a banda fez com a Capitol Records deu-lhes um grande grau de controle criativo sobre a verdadeira "estreia" da banda. As canções do álbum foram compostas durante as checagens de som durante sua extensa turnê nos dezoito meses anteriores. Mendel disse que "o germe de cada música é de Dave", com o frontman fornecendo um riff e uma estrutura básica da música. A banda então tocava e cada membro contribuía com algum aspecto da música.
Grohl recrutou o produtor Gil Norton para dar um toque pop adicional ao material. Ele queria especialmente ouvir overdubs e harmonias de guitarra com clareza significativa. Grohl disse que admirava Norton por seu trabalho anterior com os Pixies e sua habilidade de "destilar uma música pop coerente de todas as estranhezas de múltiplas camadas [dos Pixies]". Norton exigia muito da performance da banda, o que levou o baixista Nate Mendel a praticar e aprimorar sua habilidade musical. Grohl disse que "foi frustrante, difícil e demorado, mas no final do dia você ouviu o que tinha feito e entendeu por que tinha que fazer um milhão de vezes".

## Gravação e produção
The Colour and the Shape foi gravado ao longo de dois meses, principalmente no Grandmaster Recorders em Hollywood, de janeiro a fevereiro de 1997. The band spent two weeks in pre-production the previous autumn, rehearsing the tracks and changing arrangements. Norton teve seu maior impacto durante a pré-produção, durante a qual passou dias com Grohl em seu quarto de hotel, "devolvendo as músicas ao básico". Seu papel na produção ensinou à banda a importância da autoedição e deu-lhes confiança para ver "o quadro geral de uma música". Depois disso, a banda partiu para o Bear Creek Studios em Woodinville, Washington, onde as primeiras sessões de gravação para The Colour and the Shape começaram em 18 de novembro de 1996. Mendel descreveu Bear Creek como "um celeiro convertido com um riacho de salmão passando por ele".
Grohl, who described the sessions at Bear Creek as a "bad experience," decided to scrap nearly all of the recorded tracks. A banda fez uma pausa nas férias, durante a qual Grohl voltou para a Virgínia e escreveu várias músicas novas. Ele gravou duas dessas canções sozinho no WGNS Studios em Washington, D.C .: "Walking After You" e uma versão acústica de "Everlong"
O título do álbum veio do empresário da turnê da banda da época, que muitas vezes passava as tardes vasculhando brechós e comprando lembranças estranhas; em uma ocasião, ele comprou um pino de boliche com listras vermelhas e brancas, comentando com a banda que ele gostou bastante "da cor e do formato" do objeto. O grupo achou a frase caprichosa e hilária e decidiu usá-la como título, em vez de tentar escolher um título com base nos temas ou climas da música. Eles escolheram a grafia britânica de "cor" (colour) com um "U" como um tributo a Norton, que é britânico. Uma faixa-título foi escrita e gravada para The Colour and the Shape durante as sessões de Bear Creek, mas como a maioria das outras músicas gravadas lá, ela não alcançou a lista de faixas final do álbum. Notado como "mais cru, mais barulhento e thrashier" do que o resto das canções do álbum de Paul Brannigan do Louder Sound, mais tarde tornou-se um b-side para o primeiro single do álbum, "Monkey Wrench".
O álbum foi relançado em 10 de julho de 2007 em celebração aos seus 10 anos de lançamento, com seis faixas adicionais: os lados B "Dear Lover" e "The Color and the Shape", além de covers de "Requiem" de Killing Joke, "Down in the Park" de Gary Numan, "Baker Street" de Gerry Rafferty e "Drive Me Wild" de Vanity 6.

## Faixas

### Versão original (1997)
| N.º | Título              | Duração |  |
| 1.  | "Doll"              | 1:23    |  |
| 2.  | "Monkey Wrench"     | 3:51    |  |
| 3.  | "Hey, Johnny Park!" | 4:08    |  |
| 4.  | "My Poor Brain"     | 3:33    |  |
| 5.  | "Wind Up"           | 2:32    |  |
| 6.  | "Up in Arms"        | 2:15    |  |
| 7.  | "My Hero"           | 4:20    |  |
| 8.  | "See You"           | 2:26    |  |
| 9.  | "Enough Space"      | 2:37    |  |
| 10. | "February Stars"    | 4:49    |  |
| 11. | "Everlong"          | 4:10    |  |
| 12. | "Walking After You" | 5:03    |  |
| 13. | "New Way Home"      | 5:40    |  |

### Faixas bônus da reedição de 2007
| N.º | Título                                   | Duração |  |
| 1.  | "Requiem" (cover do Killing Joke)        | 3:33    |  |
| 2.  | "Drive Me Wild" (cover do Vanity 6)      | 3:13    |  |
| 3.  | "Down in the Park" (cover de Gary Numan) | 4:08    |  |
| 4.  | "Baker Street" (cover de Gerry Rafferty) | 5:37    |  |
| 5.  | "Dear Lover"                             | 4:32    |  |
| 6.  | "The Colour and the Shape"               | 3:23    |  |

## Créditos
- Dave Grohl: guitarra, bateria, vocal
- Pat Smear: guitarra, vocal de apoio
- Nate Mendel: baixo
- William Goldsmith: bateria

## Recepção
| Críticas profissionais | Críticas profissionais |
| Avaliações da crítica  | Avaliações da crítica  |
| Fonte                  | Avaliação              |
| ---------------------- | ---------------------- |
| Allmusic               | [ 11 ]                 |
| Insiders' Guides       | [ 12 ]                 |
| Music Box              | [ 13 ]                 |
| Pitchfork Media        | (5.8/10)               |
| Rolling Stone          | [ 15 ]                 |
| Robert Christgau       | (A-)                   |

Em 2020, a Metal Hammer incluiu o lançamento em sua lista dos 10 melhores álbuns de 1997 e também em sua lista de 20 melhores álbuns de metal do mesmo ano.